# Svobodni (Amur)
|  | Per a altres significats, vegeu «Svobodni». |

Svobodni - (rus) Свободный - és una ciutat de l'óblast de l'Amur, a Rússia.

## Geografia
Svobodni es troba a la vora dreta del riu Zéia, a 133 km al nord de Blagovésxensk i a 5.566 km a l'est de Moscou.

## Història
Fou fundada el 1912 amb el nom d'Alekséievsk (Алексеевск) en honor del llavors príncep hereu Alexei amb la construcció del Ferrocarril Baikal-Amur, una derivació del Ferrocarril Transsiberià. El 1917, la ciutat va ser rebatejada Svobodny, (rus per "lliure"). En 2010 tenia 58.778 habitants.